# Macrocephalites
Macrocephalites – wymarły rodzaj amonitów. Żył w okresie jurajskim.
Opis
Muszla szeroka, o lekko zaokrąglonej stronie brzusznej, inwolutna. Żebra wyraźne, przechodzą w sposób ciągły przez stronę brzuszną. Żebra są rozdwojone. Niektóre gatunki Macrocephalites osiągały duże rozmiary, do ponad 0,5 m.
Znaczenie:
Skamieniałości różnych gatunków Macrocephalites są skamieniałościami przewodnimi w datowaniu schyłku jury środkowej (kelowej).
Tryb życia:
Morski nekton
Występowanie:
Rodzaj znany licznie z batonu i keloweju Europy, pojedyncze opisy także z Indii i Nowej Zelandii. Występuje również w Polsce, w odsłonięciach keloweju Wyżyny Krakowsko-Częstochowskiej i w Gór Świętokrzyskich.
Zasięg wiekowy
Późny baton, kelowej
Wybrane gatunki o dużej wartości stratygraficznej:
- Macrocephalites macrocephalus
- Macrocephalites compressus
- Macrocephalites rotundus
- Macrocephalites rollieri